# Invenção (música)

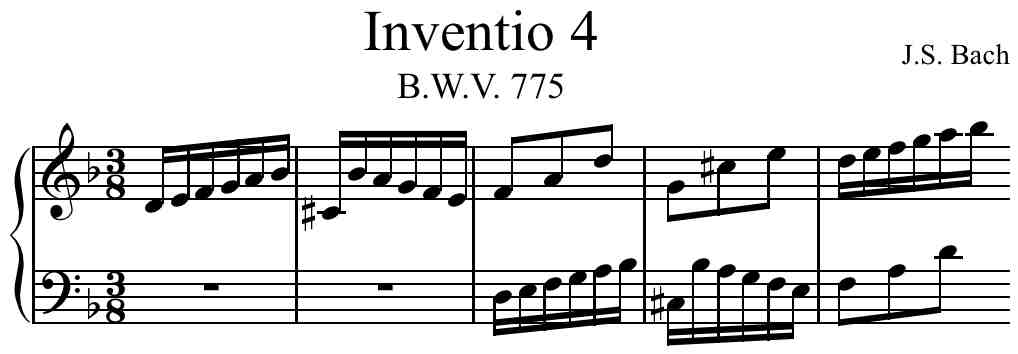
Parte inicial da '4a. Invenção em Ré menor, B.W.V. 775' de Johann Sebastian Bach.

Invenção, em música, é uma pequena composição musical, usualmente para o teclado com contraponto em duas partes (ou vozes). Composições no mesmo estilo que as invenções mas com contraponto em três partes (ou vozes) são conhecidas como sinfonias. Alguns editores modernos chamam-nas de Invenções a três vozes para não confundir com a sinfonia moderna, conforme concebida a partir do período clássico. As invenções mais famosas são as quinze peças que integram a primeira parte das Invenções e Sinfonias de Johann Sebastian Bach. Normalmente as invenções não são executadas em público pelos grandes intérpretes, embora haja gravações das Invenções de Bach por Wanda Landowska e outros, mas servem como exercícios técnicos para os estudantes de teclado e exercícios pedagógicos para os estudantes de composição.

## Forma
As invenções são semelhantes às fugas mas são consideravelmente mais simples. Consistem, basicamente, de uma pequena exposição, um desenvolvimento maior e uma pequena recapitulação, caso tenha uma. A principal diferença é que as invenções não contêm uma resposta ao sujeito na tonalidade dominante, como no caso da fuga.

### Exposição
Na exposição, uma das vozes introduz um pequeno motivo na tonalidade tônica. Este é chamado de tema. O sujeito é então repetido na segunda voz, na mesma tonalidade tônica, enquanto que a voz anterior toca ou o contra-sujeito ou toca em contraponto livre.

### Desenvolvimento
O desenvolvimento compreende a parte predominante da obra. O compositor aqui, geralmente escreve com o contraponto livre e desenvolve o sujeito escrevendo variações melódicas ou harmônicas.
Algumas variações melódicas são:
- Aumentação – O sujeito é tocado com valor de tempo maior;
- Diminuição – O sujeito é tocada com menor valor de tempo;
- Inversão – A melodia é tocada de ponta cabeça; e,
- Retrógrado – A melodia é tocada de trás para frente.

Nas invenções, o desenvolvimento difere da fuga porque o desenvolvimento fugal contém episódios (variações mais estritamente baseadas no tema) enquanto que na invenção, é uma forma livre.

### Recapitulação
Se uma variação contiver algum tipo de recapituluação, ela tende a ser extremamente curta – em torno de dois a quatro compassos. O compositor repete o tema na voz superior e a peça termina. A repetição do tema contém muito pouca ou mesmo, nenhuma variação do tema original. A linha inferior geralmente toca o contra-sujeito e se não houver contra-sujeito toca em contraponto livre.

## História
A invenção surgiu na Itália, resultante dos improvisos contrapontísticos. A forma foi basicamente estabelecida pelo compositor italiano Francesco Antonio Bonporti e foi adaptada e modificada por Bach, que definiu o seu padrão formal. São de Bach as invenções mais conhecidas, que as compôs em número de 15, como exercícios para seu filho Wilhelm Friedemann Bach. Posteriormente, escreveu outro conjunto de 15 sinfonias.